# Dolní Huť
Dolní Huť (deutsch Unterhütten) ist eine Wüstung in der Gemeinde Rybník nad Radbuzou (deutsch Waier) im westböhmischen Okres Domažlice in Tschechien.

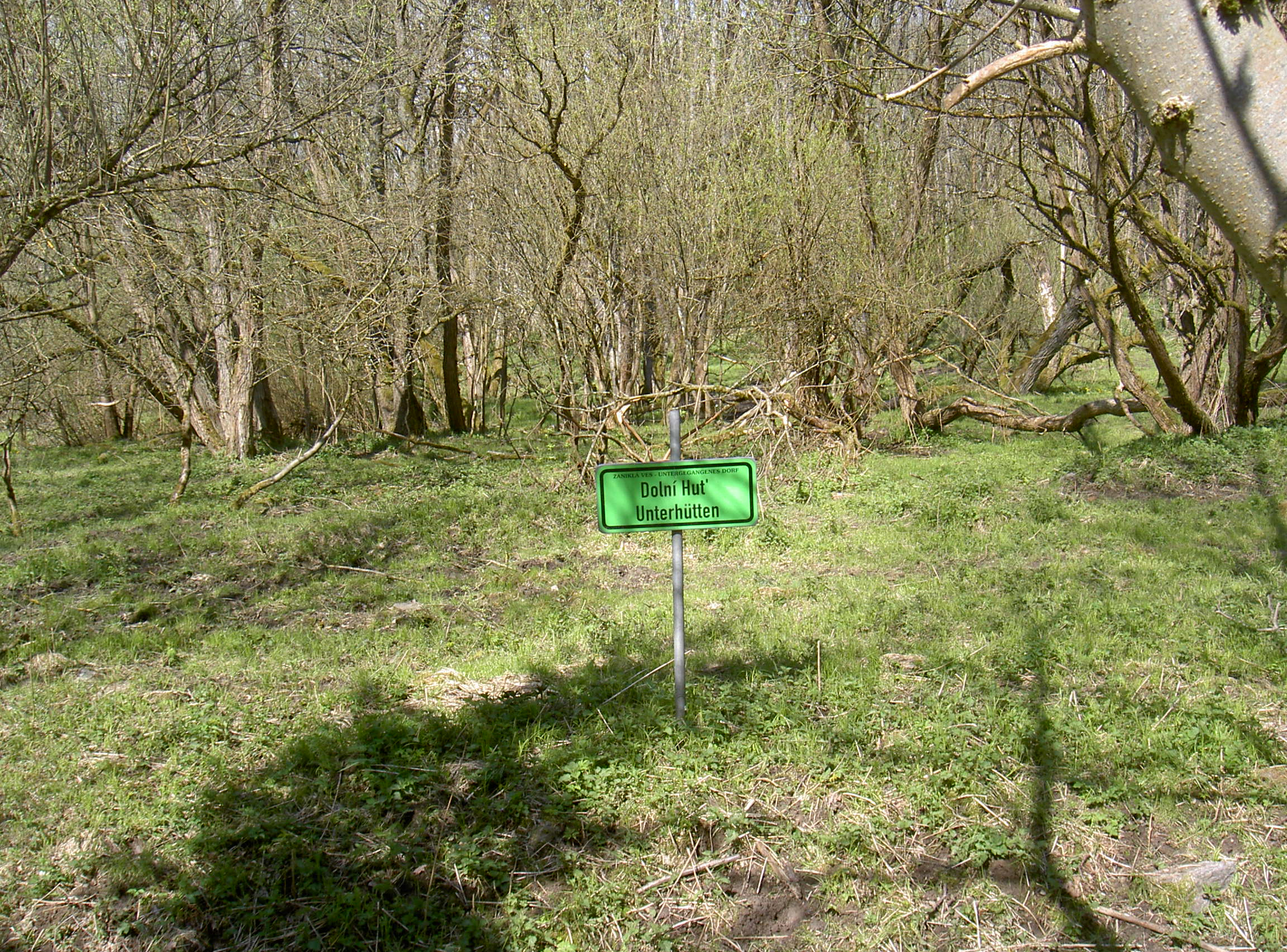
Dolní Huť – Unterhütten

## Geographie
Unterhütten (Dolní Huť) lag direkt an der bayerischen Grenze auf dem Ostufer der Bayerischen Schwarzach gegenüber der heute noch bestehenden Einöde Neumühle.
Unterhütten lag 10 km südwestlich von Muttersdorf, 3,7 km südwestlich von Waier und 1 km südlich von Schwarzach.
Bei Unterhütten mündet der Graubach in die Bayerische Schwarzach.

## Geschichte
Unterhütten wurde 1739 erstmals schriftlich erwähnt im Zusammenhang mit dem Bau einer Glashütte durch die Muttersdorfer Herrschaft.
Unterhütten wurde auch Untahittn, af da untan Hittn, Neuglashütte, Muttersdorfer Hütte, Wiedersperger Hütte und Schmausenhütte genannt.
Hier wurden zunächst Glasperlen, sogenannte Paterln erzeugt, später auch Hohlglas, ab 1751 Spiegelrohglas.
1741 war Franz Zopf Hüttenmeister auf dieser Glashütte.
Die Glasmacher dieser Glashütte hießen: Mack, Schwingel, Kopp, Tragl, Nachtmann, Beyer, Pellmann, Pelikan, Mages, Bernklau, Wild, Erl, Hogen, Lindmayer.
1767 war Friedrich Schmaus Hüttenmeister auf der Unterhütte.
Außerdem wohnte hier der Medicus Karl Jähner aus Sachsen.
1769 ging die Glashütte ein.
1771 gab es Bauern, die hier Land gepachtet hatten.
1788 hatte Unterhütten 24 Häuser, 1839 gab es 30 Häuser mit 294 Einwohnern, 1910 42 Häuser mit 428 Einwohnern, 1921 47 Häuser mit 409 Einwohnern.
1930 gab es in Unterhütten 50 Häuser, 361 Deutsche, 21 Tschechen und 3 Ausländer.
Bald nach der Gründung von Unterhütten gab es eine dreiklassige Schule mit dem Lehrer Anton Schaller, der 1760 in Oberhütten starb.
1893 wurde das Schulhaus neu erbaut.
Weitere Lehrer in Unterhütten waren Eduard Hell und Marie Hell, geb. Höret.
1936 gab es in Unterhütten eine Tschechische Staatsvolksschule.
Die Schule in Paadorf gehörte als Expositur zu Unterhütten.
Unterhütten gehörte zunächst zur Pfarrei Muttersdorf, ab 1787 zur Pfarrei Waier.